# 茂田宏
茂田 宏（しげた ひろし、1942年（昭和17年）6月13日 - ）は、日本の外交官。1999年から2002年までイスラエル駐箚特命全権大使。認定NPO法人岡崎研究所 理事長。

## 経歴・人物
1942年（昭和17年）和歌山県古座町（現在の串本町）出身。古座中学校卒業。1965年（昭和40年）東京大学中退、外務省に入省する。ハーバード大学留学を経て、1967年度には、外務省在ソ連邦日本国大使館とソ連邦対外文化連絡国家委員会の合意に基づき、松井啓及び宮鍋幟らとモスクワ大学派遣研究員を務めた。
外務省欧亜局ソヴィエト連邦課長、1992年（平成4年）駐露公使、1996年（平成8年）外務省国際情報局長、総理府国際平和協力本部事務局長を経て、1999年（平成11年）8月、駐イスラエル大使。2002年から2004年まで、テロ対策担当大使も務めた。退官後は、東京大学、拓殖大学、同志社女子大学で客員教授として活動するかたわら、2006年（平成18年）7月、日本財団特別顧問、2007年（平成19年）10月1日から2013年（平成25年）まで、北方領土問題対策協会理事（非常勤）なども務めている。
2014年（平成26年）11月10日　岡崎久彦の逝去後、遺志を継ぎ、岡崎研究所の理事会にて副理事長に選任。
2017年（平成29年）秋の叙勲で瑞宝中綬章を受章。
2017年（平成29年）6月26日　岡崎研究所の理事会にて理事長に選任。

## 同期
- 加藤良三（駐米大使・外務審議官・総合外交政策局長・アジア局長・プロ野球コミッショナー）
- 折田正樹（駐英大使・北米局長・条約局長）
- 津守滋（00年駐ミャンマー大使・98年駐クウェート大使）
- 田中克之（駐メキシコ大使・中南米局長）
- 木谷隆（駐ペルー大使）
- 小西正樹（駐マレーシア大使・国連大使）
- 佐藤裕美（駐コートジボワール大使）
- 佐々木高久（駐ナイジェリア大使）
- 朝海和夫（欧州連合大使・国際社会協力部長）
- 河村武和（欧州連合大使・儀典長）
- 内田富夫（00年駐スウェーデン大使・95年駐シリア大使）
- 松井啓（01年駐ナイジェリア大使・98年駐ブルガリア大使・93年初代駐カザフスタン大使）
- 竹中繁雄（03年査察担当大使・99年駐トルコ大使・97年法務省入国管理局長・93年駐バングラデシュ大使）

## 著作

### 編著
- 『日露（ソ連）基本文書・資料集』（ラヂオプレス／RPプリンティング、2003年4月、BB21007410） ISBN 978-4947638007

### 翻訳
- 『米ソ核軍縮交渉』（サイマル出版会、1990年4月） ISBN 978-4377308402
- 『ペンタゴン報告書：中華人民共和国の軍事力 2009年版』（国際情報センター、2009年7月） ISBN 978-4990474102
- 『インテリジェンス　機密から政策へ』（慶應義塾大学出版会、2011年5月） ISBN 978-4766418262
- 『戦後の誕生　テヘラン・ヤルタ・ポツダム会談全議事録』 ISBN 978-4120055096

（小西正樹・倉井高志・川端一郎共編訳、中央公論新社、2022年3月）

## 関連人物
- 岡崎久彦（岡崎研究所初代所長）
- 太田博（岡崎研究所2代目所長 岡崎の外務省時代の部下）